# Monastero rupestre di Bachčisaraj
Il monastero rupestre dell'Assunzione (in russo Успенский пещерный монастырь?) è un monastero scavato nella roccia in Crimea, presso Bachčisaraj.

## Storia
La data della fondazione del monastero è contestata, anche se i monaci locali affermano che risale all'VIII secolo ma venne poi abbandonato quando l'impero bizantino perse il predominio sulla regione. L'attuale struttura monastica risale al XV secolo.
Nel 1921 il monastero fu chiuso dal governo sovietico. Dopo la dissoluzione dell'Unione Sovietica e dell'indipendenza dell'Ucraina il monastero fu riaperto al pubblico nel 1993.

## Galleria d'immagini

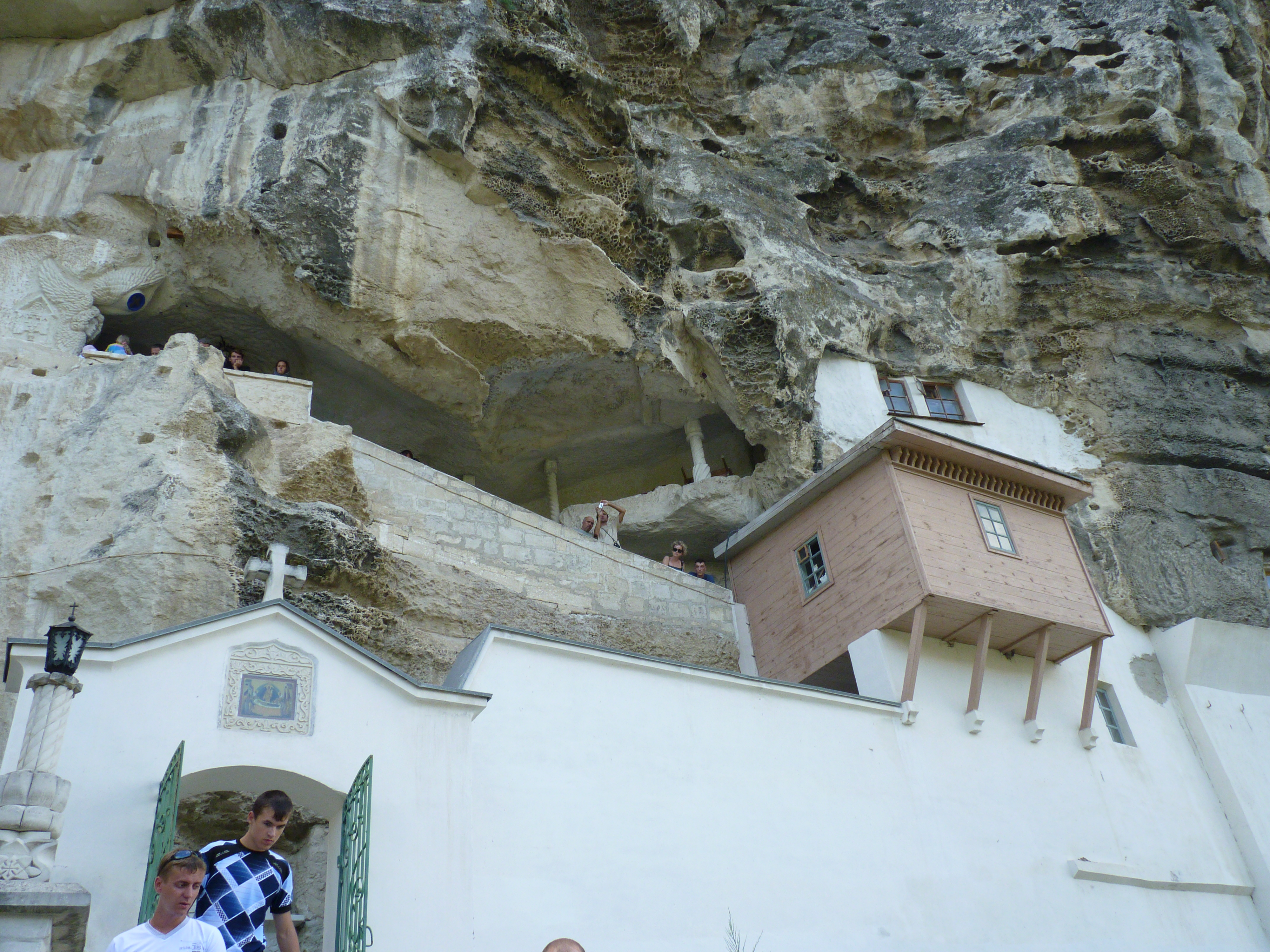
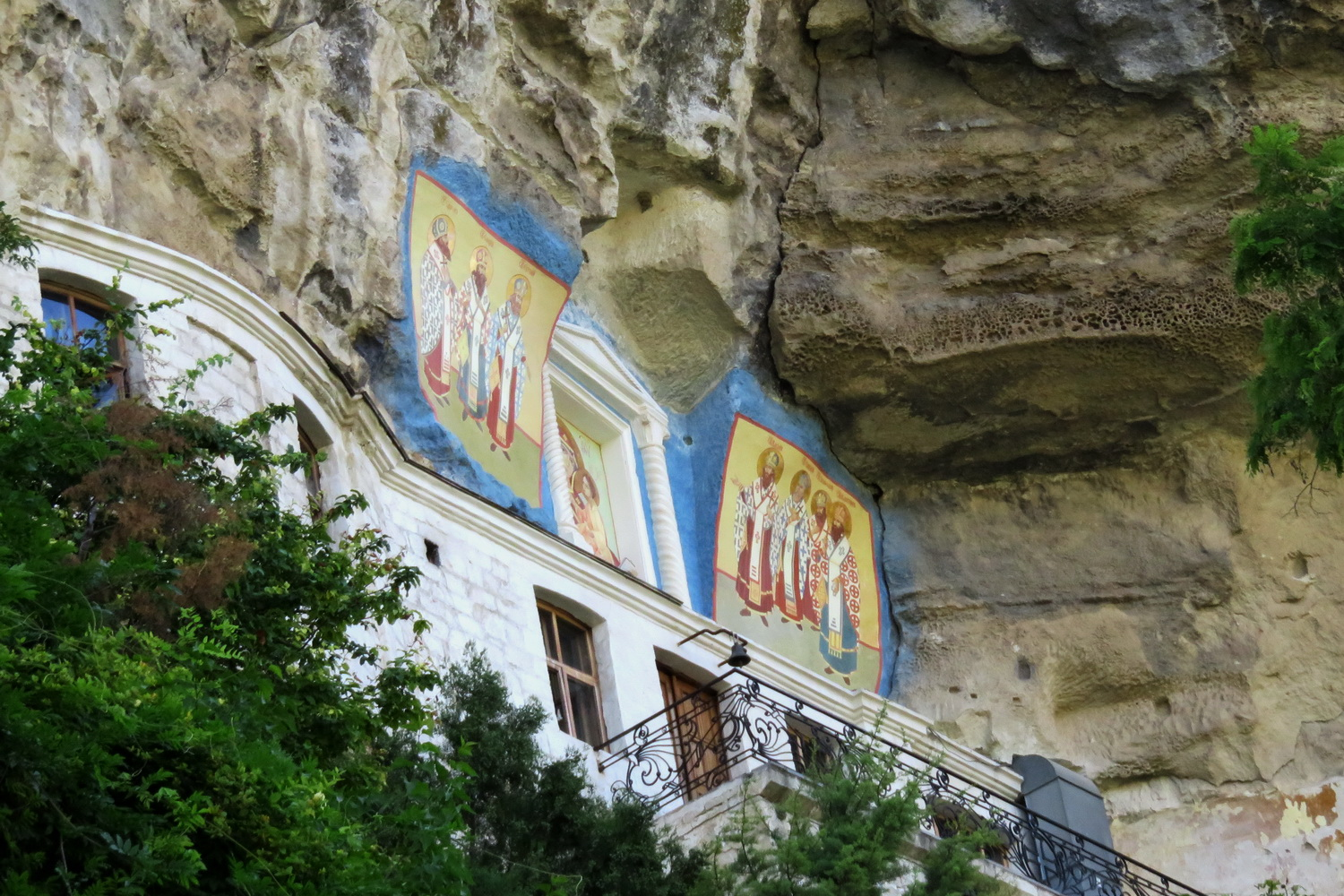
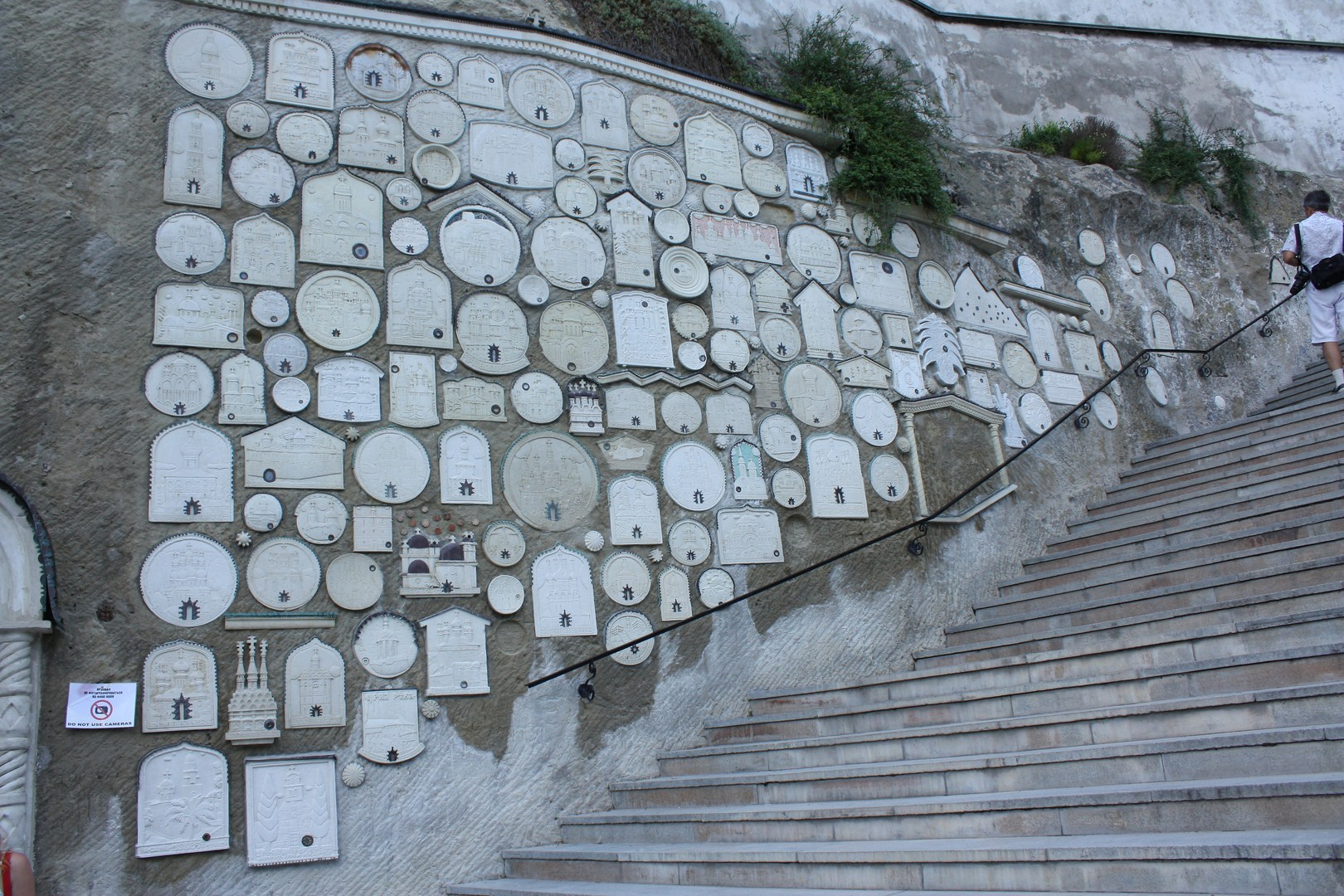
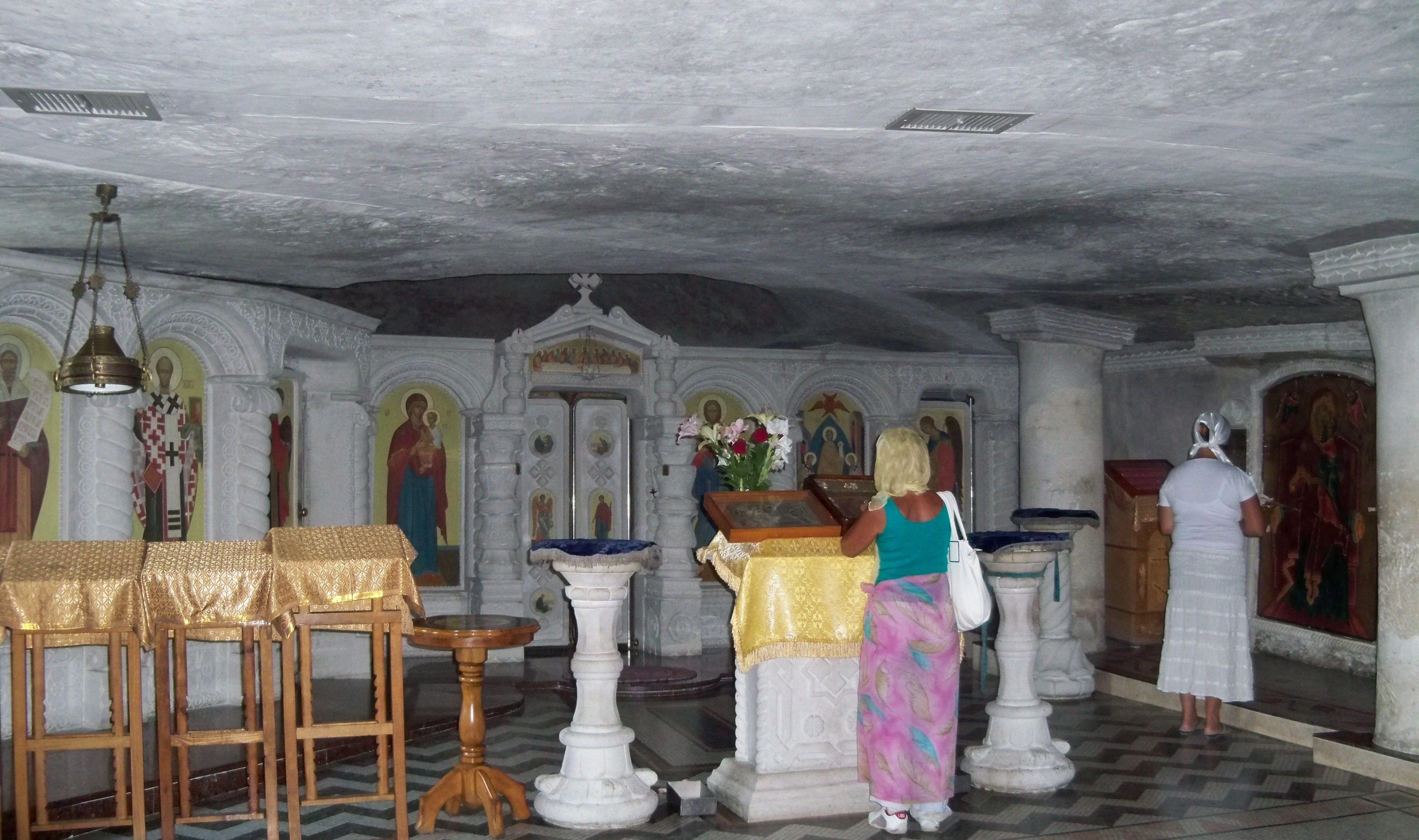